# Maria Gerhart

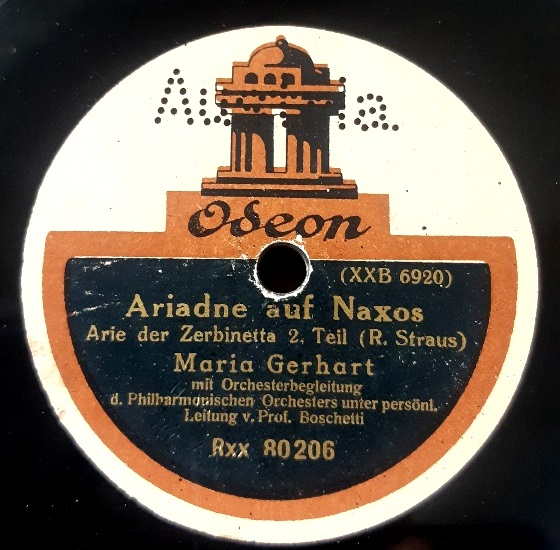
Schallplatte von Maria Gerhart (Wien 1924)

Maria Gerhart, auch Marie Gerhart, verheiratete Maria Gerhart-Gschwandtner (10. Juli 1890 in Wien – 29. November 1975 ebenda) war eine österreichische Opernsängerin (Sopran).

## Leben
Maria Gerhart absolvierte eine Ausbildung am Konservatorium in Wien. 1918 debütierte sie an der Volksoper Wien, 1919 an der Wiener Staatsoper (die offizielle Bezeichnung war damals Operntheater). Von 1923 bis 1939 war sie Ensemblemitglied der Staatsoper und verkörperte in dieser Zeit insgesamt 24 Rollen in 394 Vorstellungen. Bei den Salzburger Festspielen sang die Künstlerin von 1926 bis 1933 tragende Rollen, vor allem die Königin der Nacht, aber auch Konstanze und Fiordiligi in Mozart-Opern sowie die Zerbinetta in Ariadne auf Naxos von Hugo von Hofmannsthal und Richard Strauss. Als Konstanze „errang [sie] sich nach der ‚Marterarie‘ Beifall auf offener Szene“, wie die Neue Musikzeitung in einem Festspielbericht schreibt. 1934 wurde sie an der Wiener Staatsoper mit dem Titel Kammersängerin ausgezeichnet. Vom 1. November 1950 bis zum 30. September 1955 unterrichtete sie an der Wiener Musikakademie, zu ihren Schülern zählte unter anderem die Sopranistin Liselotte Maikl und Maria von Guggenberg-Barska. 1970 wurde die Sängerin zum Ehrenmitglied der Wiener Staatsoper ernannt.
Gerhart brillierte in den klassischen Koloraturpartien - Donizettis Lucia, Mozarts Konstanze und Königin der Nacht, Verdis Gilda, Strauss’ Sophie, Zerbinetta und Fiakermilli - sang aber auch lyrische Partien, wie die Fiordiligi, die Liu, den Oscar oder die Adina im L’elisir d’amore.
Gerhart war mit dem Korrepetitor und Dirigenten Rudolf Gschwandtner verheiratet.
Sie hinterließ Schallplatten für die Firma Odeon (Wien 1924), eine weitere Aufnahme existiert auf der kleinen Marke Tilophan (Wien, ca. 1931).

## Rollen (Auswahl)
| Donizetti: - Adina in L’elisir d’amore - Titelpartie in Lucia di Lammermoor - Norina in Don Pasquale Gluck: - Fatime in Der betrogene Kadi Grosz: - Dorimene in Sganarell Halévy: - Prinzessin Eudoxie in La Juive Kienzl: - Die Herzogin in Don Quixote Leoncavallo: - Nedda in Pagliacci Meyerbeer: - Marguerite von Valois in Die Hugenotten - Ines in Die Afrikanerin Mozart: - Konstanze in Die Entführung aus dem Serail - Fiordiligi in Così fan tutte - Königin der Nacht in Die Zauberflöte |  | Nicolai: - Frau Fluth in Die lustigen Weiber von Windsor Pfitzner: - Ighino und Engelsstimme in Palestrina Puccini: - Liù in Turandot Richard Strauss: - Sophie in Der Rosenkavalier - Zerbinetta in Ariadne auf Naxos - Die Fiakermilli in Arabella Verdi: - Oscar in Ein Maskenball - Gilda in Rigoletto Wagner: - Klingsors Zaubermädchen in Parsifal Weber: - Fatime in Abu Hassan |

Quellen für das Rollenverzeichnis: